# 寺尾裕道
寺尾 裕道（てらお ひろみち、1989年6月15日 - ）は、栃木県日光市出身のプロアイスホッケー選手。ポジションはレフト・ウィング。IJリーグの東京ワイルズに所属。
弟の寺尾勇利もプロアイスホッケー選手。

## 来歴

### プロ入り前
栃木県日光市出身。日光東中学、駒澤大学附属苫小牧高等学校を経て、早稲田大学を卒業。

### プロ入りとイーグルス時代
2012年より王子イーグルスでプレーする。
2012-13シーズン、ルーキーイヤーであるこの年はレギュラーリーグで22ポイント（得点13、アシスト9）を記録して新人ながら2桁得点、2桁ポイントを達成。
2015-16シーズン、プロキャリア4シーズン目にしてレギュラーリーグで40ポイント（得点18、アシスト22）を記録。
2016-17シーズンオフに、5シーズンプレーした王子イーグルスを退団した。

### H.C.栃木日光アイスバックス時代
2017年6月9日にH.C.栃木日光アイスバックスへ移籍した。
2019年5月17日に再契約を結んだ。
2020年4月23日に契約期間満了により退団した。

### ひがし北海道クレインズ時代
2020年6月23日にひがし北海道クレインズと入団。
2023年5月2日に給料が未払いであることを理由に契約を更新せずチームを離脱した。

### 北海道/東京ワイルズ時代
2023年6月21日に北海道ワイルズに加入。
2024年5月31日に6月3日からの氷上練習に参加する選手として発表された。